# カール・ヴァレンティン (俳優)
カール・ヴァレンティン（Karl Valentin、1882年6月4日 - 1948年2月9日）は、ドイツのコメディアン、大衆歌手、作家、映画製作者。
ベルトルト・ブレヒト、サミュエル・ベケット、ヘルゲ・シュナイダーなどのちの芸術家に大きな影響を与え、「ドイツのチャーリー・チャップリン」と呼ばれる。